# 布莱 (莱茵兰-普法尔茨州)
布莱是德国莱茵兰-普法尔茨州的一个市镇。总面积3.97平方公里，总人口1509人，其中男性733人，女性776人（2011年12月31日），人口密度380人/平方公里。